# Кот-д’Ивуар на летних Олимпийских играх 1988
Кот-д’Ивуар принимал участие в Летних Олимпийских играх 1988 года в Сеуле (Республика Корея) в шестой раз за свою историю, но не завоевал ни одной медали. Сборную страны представляли 11 мужчин и 17 женщин.

## Результаты соревнований

### Бокс
| Соревнование | Спортсмены    | Первый раунд                              | Второй раунд       | Третий раунд       | Четвертьфинал      | Полуфинал          | Финал              |
| Соревнование | Спортсмены    | Соперник Результат                        | Соперник Результат | Соперник Результат | Соперник Результат | Соперник Результат | Соперник Результат |
| ------------ | ------------- | ----------------------------------------- | ------------------ | ------------------ | ------------------ | ------------------ | ------------------ |
| До 57 кг     | Бакари Фофана | Ватару Ямада (JPN) проиграл; RSC          | не прошёл          | не прошёл          | не прошёл          | не прошёл          | не прошёл          |
| До 63,5 кг   | Куасси Куасси | Раши Али Хадж Матумла (TAN) проиграл; RSC | не прошёл          | не прошёл          | не прошёл          | не прошёл          | не прошёл          |

### Гребля на байдарках и каноэ
Мужчины
| Соревнование                | Спортсмен               | Первый раунд | Первый раунд | Дополнительные гонки | Дополнительные гонки | Полуфинал | Полуфинал | Финал     | Финал     |
| Соревнование                | Спортсмен               | Результат    | Место        | Результат            | Место                | Результат | Место     | Результат | Место     |
| --------------------------- | ----------------------- | ------------ | ------------ | -------------------- | -------------------- | --------- | --------- | --------- | --------- |
| Байдарки-двойки, 500 метров | Мелань Лат, Куаме Н'Дуб | 1:47,88      | 6            | 1:55,65              | 6                    | не прошли | не прошли | не прошли | не прошли |

### Лёгкая атлетика
Мужчины
| Соревнование          | Спортсмен                                                                                         | Первый раунд | Первый раунд | Четвертьфинал | Четвертьфинал | Полуфинал | Полуфинал | Финал     | Финал     |
| Соревнование          | Спортсмен                                                                                         | Результат    | Место        | Результат     | Место         | Результат | Место     | Результат | Место     |
| --------------------- | ------------------------------------------------------------------------------------------------- | ------------ | ------------ | ------------- | ------------- | --------- | --------- | --------- | --------- |
| 400 метров            | Габриэль Тьяко                                                                                    | 47,19        | 3            | 45,49         | 5             | не прошёл | не прошёл | не прошёл | не прошёл |
| Эстафета 4×400 метров | Акисси Кпиди, Рене Джеджемель, Джетенан Куадьо, Габриэль Тьяко, Лансен Фофана, Анатоль Зонго Куйо | 3:07,40      | 5            |               |               | 3:07,15   | 6         | не прошли | не прошли |

Женщины
| Соревнование           | Спортсмен       | Первый раунд/ квалификация | Первый раунд/ квалификация | Четвертьфинал | Четвертьфинал | Полуфинал | Полуфинал | Финал     | Финал     |
| Соревнование           | Спортсмен       | Результат                  | Место                      | Результат     | Место         | Результат | Место     | Результат | Место     |
| ---------------------- | --------------- | -------------------------- | -------------------------- | ------------- | ------------- | --------- | --------- | --------- | --------- |
| 400 метров             | Селестин Н'Дрин | 52,48                      | 4                          | 52,04         | 5             | не прошла | не прошла | не прошла | не прошла |
| 400 метров с барьерами | Мари Вомплу     | 57,35                      | 5                          |               |               | не прошла | не прошла | не прошла | не прошла |
| Прыжки в высоту        | Люсьенн Н'Да    | 1,75                       | 24                         |               |               | не прошла | не прошла | не прошла | не прошла |

### Теннис
| Соревнование             | Спортсмены     | Первый раунд                                         | Второй раунд       | Третий раунд       | Четвертьфинал      | Полуфинал          | Финал              |
| Соревнование             | Спортсмены     | Соперник Результат                                   | Соперник Результат | Соперник Результат | Соперник Результат | Соперник Результат | Соперник Результат |
| ------------------------ | -------------- | ---------------------------------------------------- | ------------------ | ------------------ | ------------------ | ------------------ | ------------------ |
| Мужской одиночный разряд | Клемен Н'Горан | Эндрю Касл (GBR) проиграл; 7:69, 6:3, 2:6, 63:7, 5:7 | не прошёл          | не прошёл          | не прошёл          | не прошёл          | не прошёл          |